# Tauferer Ahrntal
Tauferer Ahrntal (italiensk Valli di Tures e Aurina) er en nordlig sidedal til Pustertal i Syd-Tyrol og omfatter Italiens nordligste kommuner. Som landskabsbetegnelse svarer Tauferer Ahrntal dalen og afvandingsområdet til floden Ahr. Ahr har sit udspring ved passet Birnlücke i Tauernmassivet, munder efter 50 km ud i Rienz ved Bruneck i Pustertal og har et afvandingsområde på 930 km².
Tauferer Ahrntal er en samlebetegnelse for flere dalafsnit (samt sidedale), som også har deres egne navne. Fra Pustertal og opover er dette:
- Tauferer Tal, der strækker sig fra Bruneck nordover via Gais (841 moh.) til Sand in Taufers (865 moh.). Her slutter Tauferer Tal i en kløft.
- Ahrntal strækker sig fra slutningen af denne kløft mod nordøst. Landsbyerne i dette dalafsnit (970–1.345 moh.) hører til kommunen Ahrntal.
- Prettau ligger ovenfor endnu en kløft. Kommunen Prettau består af Italiens to nordligste landsbyer (1.475–1.582 moh.).
- Weißenbachtal er en vestlig sidedal til Ahrntal og hører også til denne kommune.
- Reinbachtal er en østlig sidedal til Tauferer Tal, som munder ud ved (og hører til) Sand in Taufers.
- Mühlwalder Tal er en vestlig sidedal til Tauferer Tal, som munder ud ved Sand in Taufers, men som er en egen kommune (Mühlwald).

Dalens fem kommuner har tilsammen 16.000 indbyggere. Befolkningen er tysktalende (98 %).
Tauferer Ahrntal udgør grænsen mellem Zillertal-Alperne i vest og nord og Hohe Tauern i øst. Dalens højeste bjergtop er Dreiherrenspitze (3.499 moh.). Der findes talrige fjeldovergange nordover til Østrig, både til Zillertal (Nord-Tirol) og til Pinzgau (Salzburg). Disse kan kun passeres til fods, men bønderne i Ahrntal har traditionelt haft sætere på nordsiden af passene.
Med borgen Taufers ved Sand in Taufers og minerne i Prettau er der en række seværdigheder i dalen. Dertil kommer både historiske og naturhistoriske museer og naturoplevelser som naturparken Rieserferner-Ahrn og Reinbach-fossen.